# دیوید حامد
دیوید حامد (انگلیسی: David Hamed؛ زادهٔ ۲ اوت ۱۹۷۴) بازیکن فوتبال اهل فرانسه است.
از باشگاه‌هایی که در آن بازی کرده‌است می‌توان به باشگاه فوتبال تروا، باشگاه ورزشی آمیان، باشگاه فوتبال سدان، و باشگاه ورزشی مون‌پلیه اشاره کرد.